# Río Piribebuy
El río Piribebuy es un cauce hídrico del Departamento de Cordillera de la República del Paraguay. 
Es afluente del río Paraguay, y nace en la Cordillera de los Altos en la jurisdicción del municipio de la ciudad homónima (Piribebuy). 
Este río sirve como límite natural entre las jurisdicciones de los municipios de las localidades de Emboscada y Arroyos y Esteros.